# Nomada whiteheadi
Nomada whiteheadi är en biart som beskrevs av Constance Margaret Eardley och Schwarz 1991. Nomada whiteheadi ingår i släktet gökbin, och familjen långtungebin. Inga underarter finns listade i Catalogue of Life.